# Euthalia reopkei
Euthalia reopkei är en fjärilsart som beskrevs av Lambertus Johannes Toxopeus 1949. Euthalia reopkei ingår i släktet Euthalia och familjen praktfjärilar. Inga underarter finns listade i Catalogue of Life.